# Geumam-dong, Jeonju
Geumam-dong (koreanska: 금암동)  är en stadsdel i staden Jeonju i provinsen Norra Jeolla, i den centrala delen av Sydkorea, 190 km söder om huvudstaden Seoul. Den ligger i stadsdistriktet Deokjin-gu.

## Indelning
Administrativt är Geumam-dong indelat i:
| Namn    | Namn              | Yta km² | Invånare 31 dec 2020 |
| ------- | ----------------- | ------- | -------------------- |
| 금암1동 | Geumam 1(il)-dong | 1,45    | 8 997                |
| 금암2동 | Geumam 2(i)-dong  | 1,05    | 10 380               |